# Ole Gunnar Solskjær
Ole Gunnar Solskjær (wym. [ˈʉːlə ˈgʏnːɑr ˈsuːlˈʂɑr], ur. 26 lutego 1973 w Kristiansund) – norweski piłkarz grający na pozycji napastnika, po zakończeniu kariery zawodniczej trener piłkarski.

## Kariera klubowa
Solskjær rozpoczynał karierę w klubie Clausenengen. Później przeszedł do Molde FK. W wieku 23 lat został graczem Manchesteru United. Z drużyną „Czerwonych Diabłów” był sześciokrotnym mistrzem Anglii, dwukrotnym zdobywcą Pucharu Anglii oraz triumfatorem Ligi Mistrzów w 1999 roku.

## Kariera reprezentacyjna
Piłkarz nie odnosił wielkich sukcesów ze swoją reprezentacją. Największymi (jedynymi) osiągnięciami w historii gry Solskjæra w drużynie narodowej są:
- 1/8 finału na Mistrzostwa Świata 1998
- faza grupowa na Mistrzostwa Europy 2000

W reprezentacji rozegrał 67 meczów i strzelił 23 gole.
Jest uznawany za jednego z najlepszych graczy w historii norweskiego futbolu.

## Kalendarium kariery
W lutym 1999 roku Solskjær ustanowił rekord Premier League, wchodząc na boisko z ławki rezerwowych i strzelając 4 bramki w ciągu 12 minut w meczu przeciwko Nottingham Forest (8:1).
26 maja 1999 roku napastnik wygrał Ligę Mistrzów wraz z Manchesterem United. Strzelił decydującą bramkę na 2:1 w ostatniej minucie doliczonego czasu gry.
W 2003 roku odniósł poważną kontuzję kolana, która wyeliminowała go z gry na ponad 3 lata.
U schyłku kariery otrzymał Nagrodę Kniksena – prestiżowy tytuł przyznawany piłkarzowi, który zasłużył się w norweskiej piłce nożnej.
27 sierpnia 2007 roku, ogłosił decyzję o zakończeniu kariery piłkarskiej z powodu problemów z kolanami. Było to związane z kontuzją z 2003 roku.
W 2008 roku został trenerem rezerw Manchesteru United.
9 listopada 2010 podpisał kontrakt na mocy którego objął posadę szkoleniowca w norweskim klubie Molde FK. Z zespołem tym zdobywał mistrzostwo Norwegii przez dwa kolejne sezony.
Solskjær bywał nazywany baby-face killer (ang. morderca o twarzy dziecka).
19 grudnia 2018 roku został ogłoszony tymczasowym trenerem Manchesteru United. W roli trenera Manchesteru United zadebiutował 22 grudnia 2018 roku w wygranym 1:5 meczu przeciwko Cardiff City. 13 stycznia 2019 roku w meczu przeciwko Tottenhamowi Hotspur odniósł szóste zwycięstwo w swoich sześciu pierwszych meczach w roli trenera Manchesteru United. Norweg pobił tym samym rekord Sir Matta Busby’ego, który zwyciężył w pięciu pierwszych meczach. Ogólnie Solskjær zwyciężył w ośmiu pierwszych meczach prowadząc Manchester United. 16 marca 2019 roku Manchester United odpadł w ćwierćfinale Pucharu Anglii, przegrywając 2:1 z Wolverhampton Wanderers. 28 marca 2019 roku podpisał trzyletni kontrakt z Manchesterem United. Ole Gunnar Solskjær obowiązki menadżera Manchesteru United początkowo miał pełnić do końca sezonu 2018/2019. Dobra gra Czerwonych Diabłów pod wodzą norweskiego szkoleniowca sprawiła, że zarząd klubu zdecydował o pozostawieniu go w klubie na kolejne lata. 16 kwietnia 2019 roku Manchester United odpadł w ćwierćfinale Ligi Mistrzów, przegrywając w dwumeczu 4:0 z FC Barceloną (pierwszy mecz 1:0). W Premier League Manchester United zajął 6. miejsce, tracąc do zwycięskiego Manchesteru City 32 punkty.
Pierwszym transferem nowego trenera był pozyskany ze Swansea City, Daniel James. Następnie zakontraktowani zostali Aaron Wan-Bissaka i Harry Maguire. 29 stycznia 2020 roku Manchester United odpadł w półfinale Pucharu Ligi, przegrywając w dwumeczu 3:2 z Manchesterem City (pierwszy mecz 3:1). W zimowym okienku transferowym do klubu dołączyli Bruno Fernandes, Nathan Bishop oraz do końca sezonu wypożyczony został Odion Ighalo. 19 lipca 2020 roku Manchester United odpadł w półfinale Pucharu Anglii, przegrywając 3:1 z Chelsea. W Premier League Manchester United zajął 3. miejsce, tracąc do zwycięskiego Liverpoolu 33 punkty. 16 sierpnia 2020 roku Manchester United odpadł w półfinale Ligi Europy, przegrywając  2:1 z Sevillą.
W kolejnym sezonie pierwszym transferem został Donny van de Beek pozyskany z AFC Ajax. Następnie do klubu dołączyli Alex Telles, Edinson Cavani i Facundo Pellistri. Udział w Lidze Mistrzów Manchester United zakończył na fazie grupowej zajmując w grupie 3. miejsce. 6 stycznia 2021 roku Manchester United odpadł w półfinale Pucharu Ligi, przegrywając 0:2 z Manchesterem City. W zimowym okienku transferowym do klubu dołączył Amad Diallo. 21 marca 2021 roku Manchester United odpadł w ćwierćfinale Pucharu Anglii, przegrywając 3:1 z Leicester City. W Premier League Manchester United zajął 2. miejsce, tracąc do zwycięskiego Manchesteru City 12 punktów. 26 maja 2021 roku Manchester United przegrał w finale  Ligi Europy po rzutach karnych 11:10 (spotkanie zakończyło się wynikiem 1:1) z Villarrealem.
Na początku sezonu 2021/2022 Manchester United ponownie zakontraktował Juana Matę, Lee Granta oraz Toma Heatona. Następnie wykupiony z Borussii Dortmund został Jadon Sancho oraz z Realu Madryt Raphaël Varane. 24 lipca 2021 Solskjaer podpisał nowy kontrakt z Manchesterem United. Będzie on obowiązywał do 2024 roku, z opcją przedłużenia o kolejny rok. 27 sierpnia poinformowano, że Manchester United doszedł do porozumienia z Juventusem w sprawie ponownych przenosin do angielskiego klubu Cristiano Ronaldo. 31 sierpnia 2021 oficjalnie ogłoszono jego powrót do klubu. 22 września 2021 roku Manchester United odpadł w 3. rundzie Puchar Ligi, przegrywając 0:1 z West Hamem United.
21 listopada 2021 roku zwolniony z funkcji menadżera Manchesteru United. Na stanowisku zastąpił go Michael Carrick.

## Statystyki

### Piłkarskie
| Klub               | Sezon              | Liga               | Liga  | Liga   | Puchar kraju | Puchar kraju | Puchar ligi | Puchar ligi | Europa | Europa | Inne  | Inne   | Suma  | Suma   |
| Klub               | Sezon              | Liga               | Mecze | Bramki | Mecze        | Bramki       | Mecze       | Bramki      | Mecze  | Bramki | Mecze | Bramki | Mecze | Bramki |
| ------------------ | ------------------ | ------------------ | ----- | ------ | ------------ | ------------ | ----------- | ----------- | ------ | ------ | ----- | ------ | ----- | ------ |
| Molde              | 1995               | Tippeligaen        | 26    | 20     | 4            | 6            | –           | –           | 4      | 2      | –     | –      | 34    | 28     |
| Molde              | 1996               | Tippeligaen        | 16    | 11     | 4            | 1            | –           | –           | –      | –      | –     | –      | 20    | 12     |
| Manchester United  | 1996/97            | Premier League     | 33    | 18     | 3            | 0            | 0           | 0           | 10     | 1      | 0     | 0      | 46    | 19     |
| Manchester United  | 1997/98            | Premier League     | 22    | 6      | 2            | 2            | 0           | 0           | 6      | 1      | 0     | 0      | 30    | 9      |
| Manchester United  | 1998/99            | Premier League     | 19    | 12     | 8            | 1            | 3           | 3           | 6      | 2      | 1     | 0      | 37    | 18     |
| Manchester United  | 1999/00            | Premier League     | 28    | 12     | –            | –            | 1           | 0           | 11     | 3      | 6     | 0      | 46    | 15     |
| Manchester United  | 2000/01            | Premier League     | 31    | 10     | 2            | 1            | 2           | 2           | 11     | 0      | 1     | 0      | 47    | 13     |
| Manchester United  | 2001/02            | Premier League     | 30    | 17     | 2            | 1            | 0           | 0           | 15     | 7      | 0     | 0      | 47    | 25     |
| Manchester United  | 2002/03            | Premier League     | 37    | 9      | 2            | 1            | 4           | 1           | 14     | 4      | –     | –      | 57    | 15     |
| Manchester United  | 2003/04            | Premier League     | 13    | 0      | 3            | 0            | 0           | 0           | 2      | 1      | 1     | 0      | 19    | 1      |
| Manchester United  | 2004/05            | Premier League     | 0     | 0      | 0            | 0            | 0           | 0           | 0      | 0      | 0     | 0      | 0     | 0      |
| Manchester United  | 2005/06            | Premier League     | 3     | 0      | 2            | 0            | 0           | 0           | 0      | 0      | –     | –      | 5     | 0      |
| Manchester United  | 2006/07            | Premier League     | 19    | 7      | 6            | 2            | 1           | 1           | 6      | 1      | –     | –      | 32    | 11     |
| Ogólnie w karierze | Ogólnie w karierze | Ogólnie w karierze | 273   | 122    | 38           | 15           | 11          | 7           | 85     | 22     | 9     | 0      | 416   | 166    |

### Trenerskie
Stan na 21 listopada 2021
| Zespół            | Od                   | Do                | Statystyka | Statystyka | Statystyka | Statystyka | Statystyka  |
| Zespół            | Od                   | Do                | Mecze      | Wygrane    | Remisy     | Przegrane  | % wygranych |
| ----------------- | -------------------- | ----------------- | ---------- | ---------- | ---------- | ---------- | ----------- |
| Molde             | 9 listopada 2010     | 2 stycznia 2014   | 126        | 69         | 26         | 31         | 54.8        |
| Cardiff City      | 2 stycznia 2014      | 18 września 2014  | 30         | 9          | 5          | 16         | 30          |
| Molde             | 21 października 2015 | 19 grudnia 2018   | 118        | 66         | 19         | 33         | 55.9        |
| Manchester United | 19 grudnia 2018      | 21 listopada 2021 | 168        | 91         | 37         | 40         | 54.2        |
| Łącznie           | Łącznie              | Łącznie           | 442        | 235        | 87         | 120        | 53.2        |

Nie są brane pod uwagę mecze towarzyskie.

## Osiągnięcia

### Zawodnik
Manchester United
- Mistrzostwo Anglii: 1996/97, 1998/99, 1999/2000, 2000/01, 2002/03, 2006/07
- Puchar Anglii: 1998/99, 2003/04
- Tarcza Wspólnoty: 1997, 2003
- Liga Mistrzów: 1998/99
- Puchar Interkontynentalny: 1999

### Trener
Molde FK
- Mistrzostwo Norwegii: 2011, 2012
- Puchar Norwegii: 2013

### Indywidualnie
- Najlepszy zawodnik Norwegii: 2006
- Honorowa Nagroda Kniksena: 2007
- Order św. Olava: 2008
- Trener miesiąca w Premier League:Styczeń 2019